# Travessão (Campos dos Goytacazes)
Travessão (ou Travessão de Campos) é um distrito situado no município de Campos dos Goytacazes no estado do Rio de Janeiro, sendo o segundo distrito mais populoso da cidade, só perde para  o distrito-sede.
Está situado a norte de Campos dos Goytacazes e a sul do distrito de Vila Nova. Em 2011, o distrito comemorou os 175 anos de existência.
O nome "Travessão" deve-se a fato da existência de uma grande travessia férrea no bairro Arraial, denominada "Pontilhão".
É o segundo distrito mais urbanizado do município. Possui 24.058 habitantes. Dista 19 quilômetros da sede municipal e 290 quilômetros da cidade do Rio de Janeiro.

## História
Por volta de 1830, quando a região ainda era coberta pela Mata Atlântica, surgia o Arraial dos Nogueiras. Lugar assim conhecido devido às três famílias que ali habitavam serem descendentes da estirpe dos Nogueira. Aos poucos a região foi sendo devastada, dando início ao pequeno povoado. Juntamente com este crescimento, surgia também a capela em honra à Nossa Senhora da Conceição (padroeira do atual distrito).
As décadas se passaram e o antigo "Arraial dos Nogueiras" deu local ao distrito que hoje conhecemos como "Travessão de Campos".

## Bairros
Centro, Arraial,
Amendoeiras,
Bariri,
Parque Santuário,
Cobra Velha,
Balança Rangel,
Santa Ana,
Guandu,
Ribeiro do Amaro,
Escova Macaco,
Km 13,
Km 14,
Km 15,
Giró faísca,
Matutu,
Colégio,
Lagoa Limpa,
Canaã,
Km 8,
Km 10, Caxias,
Caixeta,
Cantinho do Céu, Campelo.

## Cultura
A festa típica do distrito está associada a uma manifestação cultural denominada Festa Cafona, que ocorre na mesma altura da festa do Santíssimo Salvador, Além da festa em reverencia à Nossa Senhora da Conceição

## Religião
A Festa de Nossa Senhora da Conceição é uma tradição que começou em 1857 e que movimenta os fiéis do distrito de Travessão, em Campos dos Goytacazes. A programação religiosa inclui missas e procissão, que parte da igreja, no bairro Arraial, e vai até o Santuário do Menino Jesus de Praga. Para o público em geral, também há comidas típicas, gincanas e shows, além da tradicional queima de fogos, no último dia da festa. A celebração atrai turistas e romeiros de diversas localidades.

## Esporte
Na área esportiva Travessão tem seu nome ligado ao União Atlético Clube, clube mais antigo do distrito fundado em 01 de Setembro de 1967 e que mantêm até os dias atuais projetos sociais com crianças carentes e escolinhas de futebol. O time principal disputa o Campeonato Campista de Travessão, pela LCD (Liga Campista de Desportos). A principal categoria do clube, foi por inúmeras vezes campeã do Campeonato Campista de Travessão e seus principais títulos são: Campeão da Taça Cidade de Campos e Tri-Campeão da Série Norte. Esses são os Títulos que são mostrados nas 4 estrelas da camisa do clube. Seu estádio chama-se Antônio Felisberto de Faria, mais conhecido como Campo do União.